# Paiçandu
Paiçandu este un oraș în Paraná (PR), Brazilia.
1. ↑   https://www.mapcoordinates.net/de Lipsește sau este vid: |title= (ajutor)